# Lisa Unruh
Pour les articles homonymes, voir Unruh.
Lisa Unruh est une archère allemande née le 12 avril 1988. Elle a remporté la médaille d'argent en tir à l'arc individuel féminin aux Jeux olympiques d'été de 2016 à Rio de Janeiro.
Elle est l'épouse de l'archer Florian Unruh.